# Bataille de Didao
Sixième Expéditions nordiques de Jiang Wei
Batailles
Yiling/Xiaoting - Campagne contre le Wu - Campagne du Sud - Expéditions de Zhuge Liang - Shiting - Liaodong - Offensive du Wu - Xingshi - Koguryo - Gaoping - Expéditions de Jiang Wei (Didao) - Dongxing - Shouchun - Cao Mao - chute du Shu - Zhong Hui - Chute du Wu
La bataille de Didao, aussi connue sous le nom de bataille de Taoxi, est un conflit entre le Royaume de Shu et le Royaume de Wei, qui eut lieu en 255, à l'ouest de la rivière Tao. Ce conflit eut lieu pendant la période des Trois Royaumes de l'Histoire de la Chine et se conclut par une victoire à la Pyrrhus du Wei.

## Prélude
En juillet 255, Jiang Wei, général en chef des armées du Shu, décide de profiter de la mort de Sima Shi, le régent du Wei, pour lancer sa sixième expédition nordique contre le Wei. Jiang Wei lève une armée d'invasion bien plus importante que celles qu'il avait dirigées pour ses précédentes expéditions. il se retrouve à la tête d'au moins 30 000 hommes, et a sous ses ordres Xiahou Ba et Zhang Yi, deux personnes de haut rang. En effet, Xiahou Ba était un proche parent de l'empereur du Shu et Zhang Yi était tenu en haute estime à la cour impériale, car il avait servi sous les ordres de Liu Bei, l'empereur fondateur du Shu, alors que Jiang et Xiahou n'ont rejoint le Shu qu'après la mort de Liu Bei. Dans l'administration civile Xiahou Ba et Zhang Yi ont des postes plus élevés que Jiang Wei , mais ils finissent pas se retrouver sous les ordres de Jiang le temps d'une campagne militaire. En août 255, l'armée de Jiang Wei prend la ville de Baohan, et avance vers Didao.
Averti des mouvements du Shu, Wang Jing (王 經), nommé depuis peu inspecteur de la province de Yong, avise immédiatement son supérieur direct, le général qui soumet l'Ouest, Chen Tai. Il lui rapporte que l'ennemi semble attaquer simultanément sur trois fronts, en ciblant le mont Qi (祁山), Shiying (石 营), et Jincheng (金城; aujourd'hui Lanzhou, province du Gansu), et suggère qu'ils devraient engager l'ennemi sur ces trois fronts. Wang Jing se porte volontaire pour conduire une armée et faire face à l'ennemi à Shiying, et propose d'envoyer une autre force pour défendre le mont Qi. Pendant ce temps, les armées du Wei stationnées dans la province de Liang, doivent être déployées à Baohan pour bloquer la progression de l'ennemi vers Jincheng. Chen Tai avait des doutes au sujet de ce plan, car il jugeait hautement improbable que le Shu puisse lever une armée aussi énorme que celle décrite par Wang Jing. Néanmoins, il n'avait aucun doute sur le fait que la force d'invasion Shu était la plus importantes parmi toutes celles que le Wei avait eu à affronter, et qu'il ne pouvait pas se permettre de diviser ses forces. En outre, les armées de la province de Liang ne pourraient pas se battre au mieux de leurs capacités si on les redéployait sur un terrain inconnu. Par conséquent, Chen Tai répond à Wang Jing qu'il faut analyser plus attentivement les mouvements de Jiang Wei, car il est peu probable que l'ennemi puisse se permettre de diviser ses forces sur différents fronts, et le Wei doit pouvoir concentrer ses forces pour obtenir une supériorité numérique écrasante sur l'ennemi. Wang Jing reçoit l'ordre de se concentrer sur la défense de Didao et de s'abstenir d'engager l'ennemi, en attendant l'arrivée des renforts. Ensuite, Chen Tai demande à la cour impériale du Wei d'envoyer des renforts à Didao, pendant qu'il prend la tête d'une armée de secours en direction de Chencang.

## La bataille

### La défaite du Wei au col de Gu
Wang Jing n'avait pratiquement aucune expérience militaire et sous-estimait gravement l'ennemi. Il pensait, à tort, que l'ennemi serait fatigué après une marche prolongée, et qu'il fallait le frapper le plus vite possible, sans lui laisser le temps de se reposer. Wang Jing était persuadé qu'il pouvait obtenir une victoire décisive grâce à sa supériorité numérique sur l'ennemi, et parce que contrairement au Shu, ses lignes d'approvisionnements sont courtes et qu'il ne risque donc pas de devoir se replier à la suite d'un problème de logistique. Par conséquent, Wang Jing ignore les ordres de Chen Tai et sort de Didao pour mener ses troupes au col de Gu (故 關) en amont de la rivière Tao. Le col de Gu est situé au nord de l'actuel Xian de Lintao, Gansu, sur la rive ouest de la rivière Tao. C'est cet l'endroit que Wang Jing avait choisi pour anéantir l'armée du Shu, supposée être fatiguée, à court de vivres et démoralisée. En août, 255, les deux armées s'affrontent sur la rive ouest de la rivière Tao, et le Wei subit une défaite désastreuse. Près de 10 000 hommes finissent noyés dans la rivière Tao en tentant de fuir le combat, pendant que Wang Jing subit de lourdes pertes durant le combat, ce qui l'oblige à fuir avec les 10 000 derniers soldats en vie, pour se réfugier derrière les murailles de Didao. La bataille sur la rive ouest de la rivière Tao, également connue sous le nom de bataille de Taoxi ou bataille du col de Gu, est la plus grande victoire de Jiang Wei durant ses expéditions nordiques, ainsi que la dernière.
Après la victoire initiale, Zhang Yi réalise l'étendue des problèmes d'approvisionnement auxquels l'armée du Shu est confrontée. Anticipant les difficultés à venir et une possible défaite, il suggère à Jiang Wei de se retirer. Jiang, désireux de profiter de sa victoire initiale pour prendre Didao, rejette cette suggestion avec colère et commence le siège de la ville. De son côté, Chen Tai est mis au courant de la sortie de Wang Jing pour aller attaquer Jiang Wei. Prévoyant la défaite de Wang, il ordonne à sa cavalerie de partir en direction de Didao, pendant qu'il suit, à la tête de l'infanterie. Il écrit également un message urgent à destination de la cour impériale du Wei, pour demander des renforts supplémentaires. Quand les nouvelles de la catastrophe arrivent à Luoyang, la capitale du Wei, les hauts dignitaires de la cour impériale s’inquiètent et pensent que s'il reste seul, Chen Tai ne sera pas en mesure de contrer le Shu. Le colonel Deng Ai, de Changshui, qui venait d'arriver à Luoyang, se voit nommé général qui pacifie l'Ouest par intérim et est envoyé aider Chen Tai. Juste après le départ de Deng de Luoyang, Sima Zhao, le nouveau régent du Wei, confie la gestion de Guanzhong au Grand Commandant Sima Fu, son oncle, pour qu'il coordonne la logistique de l'armée du Wei.

### La stratégie du Wei pour contrer le Shu
Lorsque Chen Tai apprend que le Shu assiège Didao, il pense que la ville ne tombera pas si facilement, mais qu'il a besoin de plus de renforts pour repousser Jiang Wei. Il envoie donc une nouvelle demande de renforts à Luoyang. Après la réception de cette nouvelle demande, la plupart des fonctionnaires de la cour étaient inquiets et pensaient qu'après sa défaite désastreuse, Wang Jing ne tiendrait pas jusqu’à l'arrivée des renforts. Ils voyaient déjà le Shu prendre possession de la ville fortifiée avant de capturer les quatre commanderies de l'ouest du Gansu. Ils ont donc suggéré de prendre le temps nécessaire pour lever une plus grande armée et se préparer à une guerre prolongée pour regagner le contrôle de la région, au lieu de gaspiller des ressources pour une tâche impossible et vouée à l'échec. Sima Zhao balaye ces considération, en soulignant que même Zhuge Liang avait été incapable de prendre ces quatre commanderies lors de ses expéditions Nordiques, et qu'il était impossible que Jiang Wei réussisse là où Zhuge avait échoué. Sima statua qu'il n'était pas aisé de prendre Didao, que l'armée du Shu serait bientôt à court de fournitures, et donc que la demande de renforts immédiats de Chen Tai était la meilleure réponse à la situation. Les troupes de Chen Tai arrivèrent à Shanggui (上 邽; actuellement Tianshui, Gansu), où des renforts menés par Deng Ai, Hu Fen (胡 奮), et Wang Mi (王 秘) les attendaient. Lors d'un conseil militaire, Deng Ai a affirmé qu’après la défaite Wang Jing, qui avait causé la mort de la plupart des troupes d'élite de la région, le moral de l'ennemi était extrêmement élevé et celui de leurs propres troupes était faible. Selon lui, les renforts qu'il commande sont un patchwork de troupes hétéroclites, rassemblées à la hâte après la défaite, ce qui rend difficile toute victoire immédiate sur l'ennemi. Deng préconise des sacrifices immédiats pour un gain à long terme, en laissant Wang Jing se débrouiller par lui-même, et attendre que l'ennemi se fatigue avant de lancer une contre-offensive.
Alors que tout le monde accepte cette proposition, Chen Tai s'y oppose. Il estime que l'intérêt de Jiang Wei était de livrer une bataille rapidement, parce qu'il n'a pas assez d'approvisionnement pour une lutte prolongée, à cause de problèmes de logistique. Wang Jing était censé éviter la lutte contre l'ennemi, laisser venir le Shu sous les murs de Didao et attendre que l'ennemi épuise ses approvisionnements, avant de contre-attaquer à l'arrivée des renforts. Au lieu de cela, Wang a fait exactement ce que Jiang avait espéré en déclenchant une bataille, qui s'est conclue par une écrasante défaite du Wei. Si Jiang Wei avait profité de sa victoire initiale pour continuer vers l'est, il aurait pu capturer une importante région agricole du Wei et ainsi avoir une chance de semer le trouble dans tout le Guanzhong, ce qui aurait été une véritable menace pour le Wei. En fait, Jiang aurait même pu s'allier aux minorités du nord et du nord-ouest de la région, pour tenter de prendre les deux provinces de Yong et Liang. Au lieu de cela, il a préféré laisser passer sa chance et creuser la tombe de son expédition en assiégeant Didao. Ce siège est le pire choix possible, car il fait perdre du temps à l'armée du Shu et met les défenseurs de la ville dans une position où ils n'ont pas d'autre choix que de se battre jusqu'à la mort pour défendre leur cité. Ces deux éléments combinés donnent une excellente occasion de repousser l'invasion du Shu, en laissant le temps aux renforts de s'installer sur les hauteurs des montagnes alentour, à partir desquelles il sera facile d'attaquer les troupes ennemies stationnées dans la plaine. Enfin, Chen Tai rappelle à ses subordonnés que le moral de l'ennemi s’effondrera dès que leurs approvisionnements commenceront à manquer. Après une telle démonstration, tout le monde se rallie aux idées de Chen Tai. Une fois son plan approuvé, Chen divise ses forces en trois armées, avance vers l'ouest du Gansu, contourne les troupes de Jiang Wei, et atteint les montagnes au sud-est de Didao.

### L'arrivée des renforts à Didao
Comme le siège de Didao se poursuivait, des problèmes d'approvisionnement commencent à se faire sentir au sein de l'armée du Shu, dont le moral décroit. Autres mauvaises nouvelles pour Jiang We, il apprend l'arrivée de renforts du Wei depuis Jincheng, en amont de la rivière Tao, alors que dans le même temps, les renforts de Chen Tai ont contourné la crête de Gaocheng pour prendre position dans les montagnes au sud-est de Didao. Après plusieurs tentatives infructueuses pour attaquer ladite crête, il était évident pour les commandants du Shu que leurs soldats affamés ne pouvaient déloger les troupes du Wei. Dans le même temps, les troupes de Chen tai réussissent à signaler leur présence aux assiégés grâce au bruit de leurs tambours et les fumées de leurs feux de camp, ce qui stimule le moral des défenseurs. Chen Tai était bien conscient que, malgré son avantage numérique et le moral nouvellement renforcé, son armée n'était pas en mesure de contre-attaquer. Au lieu de cela, il préfère utiliser la ruse, en distillant de fausses informations, pour faire croire à Jiang Wei qu'il allait être pris en tenaille par une contre-offensive menée en simultané sur deux fronts par le Wei. À court de vivres, Jiang Wei tombe dans le piège et se replie le 25 septembre 255 sur Zhongti en aval de la rivière Tao, au sud de Didao. La bataille s’achève donc avec une victoire du Wei, mais une victoire d’extrême justesse. En effet, quand Wang Jing ouvre la porte de la ville pour accueillir Chen Tai, il remercie chaleureusement ce dernier, et lui révèle qu'il n'avait même plus l'équivalent de dix jours de stock de nourriture et que la ville serait certainement tombée si les renforts n'était pas arrivés à temps. Après avoir réapprovisionné la ville et réorganisé les défenses, Chen Tai et ses troupes retournent à Shanggui.

## Conséquences
Même si l'invasion du Shu avait été repoussée avec succès, le royaume du Wei avait subi des pertes terribles. En octobre 255, l'empereur Cao Mao publie un décret impérial dans lequel il ordonne aux responsables civils locaux et aux officiers militaires de consacrer toutes leurs ressources au relèvement des pertes et à l'aide aux populations locales. Les taxes et levées militaires prélevées sur la population locale sont annulées pour une année. En novembre de la même année, Cao Mao publie un autre décret impérial pour remonter le moral et soutenir la population locale en accordant l'amnistie aux familles locales dont un membre a fait défection au profit du Shu. Enfin, moins de quinze jours après, un troisième décret est publié, dans laquelle il ordonne à Chen Tai et Deng Ai de mobiliser tous leurs soldats pour récupérer les cadavres des soldats du Wei qui étaient toujours dans la rivière Tao, et les enterrer avec les autres morts de la bataille. La dévastation était telle que, plus de cent jours après la fin de la bataille, beaucoup de soldats morts attendaient toujours d'être correctement enterrés.
Pour sa brillante réussite, Chen Tai a été rappelé à Luoyang pour être promu au Secrétariat Impérial, pendant que Sima Wang devenait le nouveau général qui soumet l'Ouest. Deng Ai, lui, était nommé officiellement général qui pacifie l'Ouest (安西将军), et se retrouvait responsable des provinces de Yong et Liang. Wang Jing, qui était la cause de la défaite initiale du Wei et de la dévastation ultérieure, a été réaffecté à un autre poste dans la capitale. Le poste d'inspecteur de Yong étant confié à Zhuge Xu (諸葛 緒), un subordonné de Deng Ai.

## Ordre de bataille

### L'armée du Wei
- Général qui soumet l'ouest (征西將軍) Chen Tai
  - Général qui pacifie l'Ouest, par intérim(代安西將軍) Deng Ai
  - inspecteur de la province de Yong (雍州刺史) Wang Jing (王經)
  - Général Hu Fen (胡奮)
  - Général Wang Mi (王秘)

### l'armée du Shu
- Général de la garde (衛將軍) Jiang Wei
  - Général des Chariots et de la Cavalerie (車騎將軍) Xiahou Ba
  - Général vétéran qui soumet l'ouest(征西大將軍) Zhang Yi